# Constitución del Estado Portuguesa
La Constitución del Estado Portuguesa es el texto legal que sirve como ley fundamental de esa entidad federal venezolana ubicada en el centro occidente del país. Fue aprobada en la ciudad de Guanare, la capital estadal, por el Consejo Legislativo del Estado Portuguesa (Parlamento unicameral regional) en el año 2001, cumpliendo con lo establecido en la Constitución nacional de Venezuela de 1999. Es el documento más relevante para el funcionamiento del gobierno regional.

## Historia
La Asamblea Legislativa del Estado Portuguesa aprobó la anterior Constitución del Estado en 1993, que fue promulgada por el gobernador el 24 de diciembre de ese mismo año, sobre la base de lo establecido en la Constitución Nacional de 1961.
Pero tras la aprobación de una nueva constitución nacional en 1999, el Consejo Legislativo aprobó por unanimidad una nueva constitución regional el 17 de diciembre de 2001 que fue promulgada por la gobernadora del estado Profesora Antonia Muñoz. el 26 de marzo de 2002.
A partir de 2009 se propuso la reforma parcial de su texto.

## Composición
Esta posee 154 artículos, 1 preámbulo, 7 títulos con sus respectivos capítulos, 1 disposición final, una derogatoria y 1 disposición final.

## Características
- Define al estado portuguesa como un entidad autónoma y con personalidad jurídica propia.[1]
- Define que el desarrollo del estado debe estar enfocado a actividades agrícolas y pecuarias.
- Establece que el territorio del estado es el mismo fijado en 1856.
- Establece que la ciudad de Guanare debe ser la capital del estado.
- Establece que el estado debe poseer su propio gobierno y parlamento regional.
- Establece que el estado posee sus propias leyes dictadas por el consejo legislativo.
- El estado debe poseer su propia procuraduría y contraloría.